# Todor Tagarew

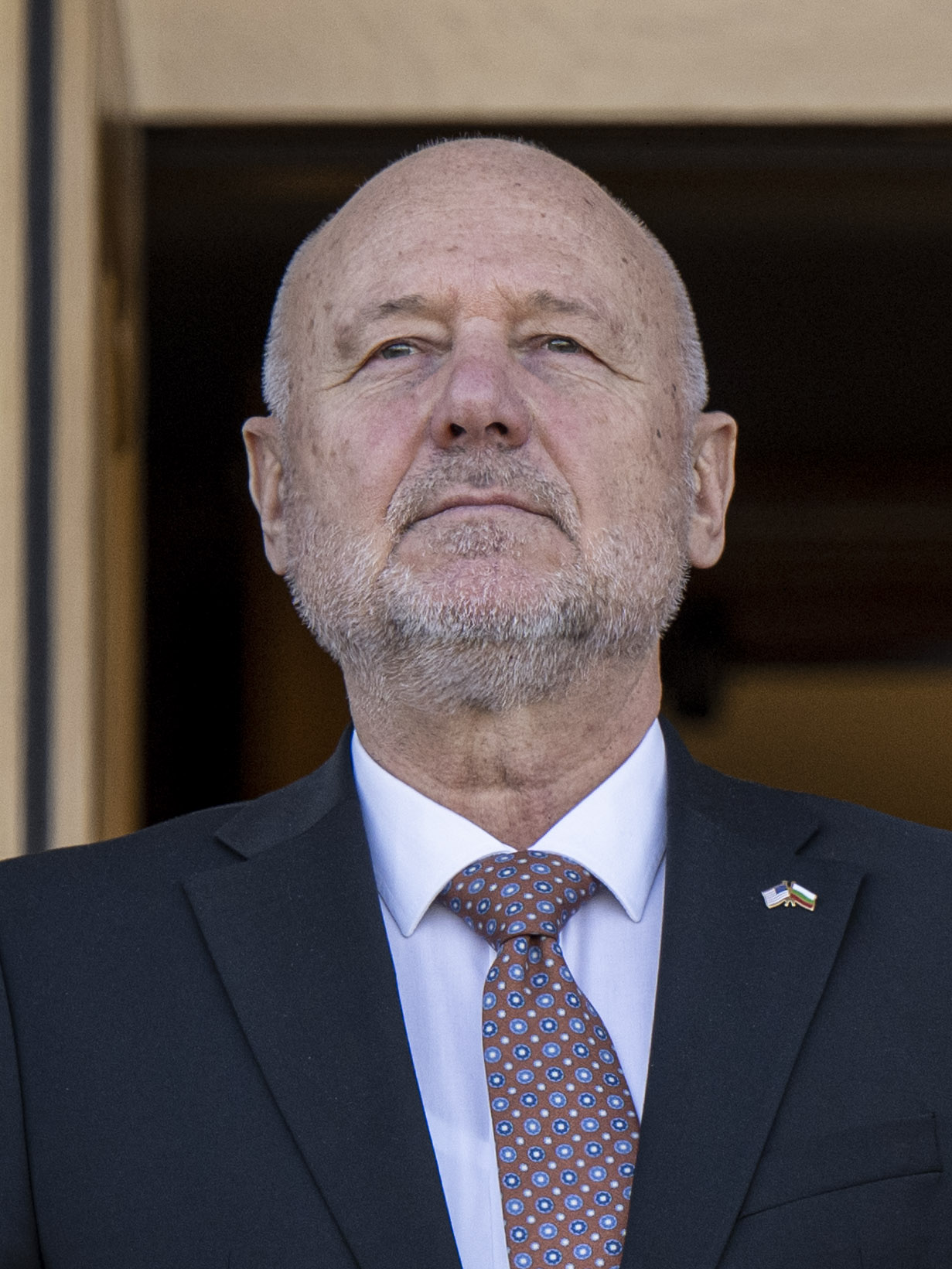
Todor Tagarew

Todor Dimitrow Tagarew (bulgarisch Тодор Димитров Тагарев, englisch Todor Dimitrov Tagarev; * 18. April 1960 in Stambolijski, Bulgarien) ist ein bulgarischer Militärexperte und ein langjähriges Mitglied des bulgarischen Verteidigungssystems. Vom 6. Juni 2023 bis zum 4. April 2024 war er amtierender Verteidigungsminister in der Regierung von Nikolaj Denkow. Bereits zwischen 13. März und 29. Mai 2013 nahm er den Posten in der Interimsregierung von Marin Rajkow ein. Tagarew gilt als proeuropäisch und ist überzeugter Atlantiker.

## Frühes Leben und Ausbildung
Todor Tagarew wurde am 18. April 1960 in der thrakischen Stadt Stambolijski geboren, seine Wurzeln liegen jedoch im makedonischem Dorf Pirin, bei Sandanski. Er absolvierte das Mathematik-Gymnasium Akad. Kiril Popov in Plowdiw, bevor er im Jahr 1982 die Georgi Benkovski Bulgarian Air Force Universität in Dolna Mitropolija als Ingenieur für Automatisierung und Telemechanik abschloss. Im Jahr 1989 verteidigte er seine Dissertation an der Militärische Akademie für Lufttechnik N. Е. Schukowski" in der UdSSR und 1994 am US Air Force Command and Staff College der Air University. 1999 wurde er Senior Research Fellow II (außerordentlicher Professor) in der Anwendung kybernetischer Prinzipien und Methoden und 2014 Professor im selben Fachbereich.

## Beruflicher und politischer Werdegang
Von 1982 bis 1986 diente er in einer Kampfeinheit der bulgarischen Luftwaffe.
Von 1989 bis 1992 war er Dozent an der Georgi Benkowski Militärakademie. Von 1994 bis 1998 war er nacheinander Forschungsstipendiat am Institut für Management und Systemforschung und am Institut für Luft- und Raumfahrtstudien der Bulgarischen Akademie der Wissenschaften, wo er von 2002 bis 2004 als Senior Research Fellow tätig war.
Von 1999 bis 2001 war er nacheinander Direktor der Direktion für Verteidigungsplanung und der Direktion für Rüstungspolitik im Verteidigungsministerium unter Minister Bojko Noew. Von 2004 bis 2008 war er Leiter der Abteilung für Verteidigungsmanagement an der Georgi Rakowski Militärakademie in der bulgarischen Hauptstadt Sofia.
Von 2005 bis 2008 war er Mitglied des NATO-Forschungs- und Technologieausschusses und Vertreter Bulgariens in dessen Systemanalyse- und Forschungsausschuss. Er verfügt über umfangreiche Erfahrungen in der Leitung und Teilnahme an internationalen und nationalen interdisziplinären Forschungsschriften zu Sicherheits- und Verteidigungsfragen. Seine wissenschaftlichen Veröffentlichungen wurden ins Arabisch, Armenisch, Bahasa, Georgisch, Farsi, Spanisch, Portugiesisch, Rumänisch, Russisch, Serbisch, Ukrainisch, Ungarisch und Französisch übersetzt.
Ab 2008 war Tagarew er am Institut für Parallele Informationsverarbeitung der Bulgarischen Akademie der Wissenschaften (heute Institut für Informations- und Kommunikationstechnologien), als Leiter der Abteilung für Informationstechnologie im Sicherheitsbereich und des Zentrums für Sicherheits- und Verteidigungsmanagement tätig. Im Zeitraum September 2009/2010 war er Berater des Verteidigungsministers Nikolaj Mladenow für strategisches Verteidigungsmanagement. Vom 13. März bis 29. Mai 2013 war er selbst Verteidigungsminister in der geschäftsführenden Regierung von Marin Rajkow.
Am 3. Mai 2016 wurde Todor Tagarew zum Direktor des Verteidigungsinstituts beim Verteidigungsministerium ernannt, am 31. März 2017 wurde er von Stefan Janew, Verteidigungsminister in der Interimsregierung von Ognjan Gerdschikow entlassen. Nach Angaben des Verteidigungsministeriums geschah dies aufgrund der Ersetzung der taktischen und technischen Spezifikationen der Projekte für die Ausschreibung eines neuen Typos Kampfjets. Um seinen guten Namen zu schützen, reichte Tagarew im Juni 2017 eine Klage gegen das Verteidigungsministerium ein. In einer Entscheidung in der Rechtssache 7714/2017 stellte der Oberste Gerichtshof Bulgariens fest, dass die Kündigung des Arbeitsvertrags von Tagarew rechtswidrig ist. Das Gericht stellte weiter fest, dass die Verbreitung einer verleumderischen Äußerung gegen Tagarews über Disziplinarverstöße rechtswidrig war und es gerechtfertigt war, das Ministerium für den infolge der Verbreitung der verleumderischen Informationen erlittenen immateriellen Schaden haftbar zu machen.
Als sich Stefan Janew als Verteidigungsminister sich hartnäckig weigerte, den russischen Überfall auf die Ukraine als Krieg zu bezeichnen, wurde er am 28. Februar 2022 von seinem Ministeramt entlassen. Am selben Tag nominierte der bulgarische Ministerpräsident Kiril Petkow Tagarew als neuer Verteidigungsminister. Doch durch Druck des Koalitionspartners von Petkow, BSP, wurde am darauffolgenden Tag seine Nominierung zurückgezogen und stattdessen Dragomir Sakow als Verteidigungsminister ernannt und vom Parlament bestätigt.
Mit der Bildung der Regierung Denkow, nach der Parlamentswahl im April 2023 wurde Tagarew am 6. Juni 2023 von der Nationalversammlung zum Verteidigungsminister in der Regierung von Nikolaj Denkow gewählt. Tagarev gilt als proeuropäisch und Befürworter von Militärhilfe für die Ukraine in ihrem Kampf mit Russland. Als einer seiner ersten Handlungen, kündigte er die Teilnahme an der gemeinsame Beschaffung von Munition und Raketen durch die EU für die Ukraine an und positionierte sich klar gegen die Position des amtierenden Präsidenten Rumen Radew. Als einer seiner Hauptprioritäten gilt das Voranbringen der Reform in und Modernisierung der bulgarischen Armee. So wurde unter Tagarew ca. 200 Radschützenpanzer vom Typ Stryker für ca. 2,5 Mrd. Lewa Anfang Dezember 2023 bestellt.
Er spricht Englisch und Russisch.